# 短梗鹤虱
短梗鹤虱（学名：Lappula tadshikorum）是紫草科鹤虱属的植物。分布在俄罗斯以及中国大陆的新疆等地，生长于海拔3,000米的地区，多生长于山地，目前尚未由人工引种栽培。